# Mexican Colony
Mexican Colony es un lugar designado por el censo ubicado en el condado de Kern en el estado estadounidense de California. En el año 2010 tenía una población de 281 habitantes.

## Geografía
Mexican Colony se encuentra ubicado en las coordenadas 35°28′8″N 119°16′7″O / 35.46889, -119.26861.